# Вальдес, Хосе Анхель
Хосе́ А́нхель Вальде́с Ди́ас (исп. José Ángel Valdés Díaz; род. 5 сентября 1989, Хихон, Астурия) — испанский футболист, выступавший на позиции левого защитника.

## Биография
Родился 5 сентября 1989 года в Хихоне. После детских футбольных школ «Депортиво Росес» и «Депортиво Ла-Бранья» в 8-летнем возрасте оказался в хихонском «Спортинге». В 19 лет стал играть за резервную команду, «Спортинг Б», а через год попал в основной состав клуба.

### Клубная карьера

#### «Спортинг Хихон»
Первую игру в основной команде «Спортинга» Хосе Анхель сыграл 7 января 2009 года в матче кубка Испании против «Вальядолида». Дебют в Ла Лиге датирован 8 февраля 2009 года — Хосе Анхель заменил Рафеля Састре на 63-й минуте выездного матча с «Барселоной», проигранного хихонцами со счётом (1:3). Спустя месяц, 15 марта, забил свой первый гол в матче против «Депортиво Ла-Корунья».
На протяжении следующих двух сезонов Хосе Анхель регулярно выходил как на замену, так и в основном составе, когда не мог сыграть его основный конкурент за место на левом краю защиты — Роберто Канелья, другой выпускник юношеской академии клуба. В 2010 году Хосе Анхель был признан лучшим молодым левым защитником Испании. В сезоне 2010/11 был отмечен прессой, помимо прочего, за успешную игру в матчах против «Барселоны» (поражение 0:1 на Камп Ноу) и мадридского «Реала», над которым «Спортингу» удалось одержать гостевую победу со счётом 1:0, ставшую для Жозе Моуринью, тренировавшего «Реал», первым домашним поражением в чемпионатах за 9 с лишним лет.

#### «Рома»
19 июля 2011 года подписал контракт с итальянской «Ромой», став частью проекта реорганизации клуба под руководством нового тренера Луиса Энрике.
18 августа 2011 года дебютировал за «Рому» в гостевом матче квалификационного раунда Лиги Европы 2011/12 против словацкого «Слована». 11 сентября состоялся дебют футболиста в Серии А. Во втором туре чемпионата «Рома» на своём поле принимала «Кальяри». Матч завершился поражением римлян со счётом 1:2, а Хосе Анхель на 69-й минуте получил красную карточку. В сезоне 2011/12 сыграл в 27 матчах Серии А и получил три жёлтых карточки.

#### «Реал Сосьедад»
Летом 2012 года Луиса Энрике на посту тренера «Ромы» сменил Зденек Земан; на позицию левого защитника был приобретён 30-летний Федерико Бальдзаретти, серебряный призёр прошедшего чемпионата Европы. Несколько игроков, включая Хосе Анхеля, не были вызваны Земаном на предсезонные сборы команды. 4 августа 2012 года он перешёл в сан-себастьянский «Реал Сосьедад» в годичную аренду с правом выкупа.
Первой игрой Хосе Анхеля за «Реал Сосьедад» стал матч первого тура Ла Лиги 2012/13 против «Барселоны» на «Камп Ноу». Он вышел на замену на 73-й минуте, а игра завершилась поражением его команды со счётом (1:5).

### Карьера в сборной
27 марта 2009 года дебютировал в составе молодёжной сборной Испании в матче с Ирландией. В том же году принял участие в молодёжном чемпионате мира и Средиземноморских играх. В 2011 году в составе сборной стал чемпионом Европы среди молодёжных команд, однако на протяжении всего турнира оставался в запасе — основной левый защитник Дидак Вила отыграл все матчи.

## Достижения

### Командные
Молодёжная сборная Испании
- Победитель Средиземноморских игр: 2009
- Победитель молодёжного чемпионата Европы: 2011

### Личные
- Лучший молодой левый защитник Испании (Fútbol Draft): 2010[6]

## Статистика выступлений
| Клуб             | Сезон        | Чемпионат | Чемпионат | Кубок | Кубок | Еврокубки | Еврокубки | Всего | Всего |
| Клуб             | Сезон        | Игры      | Голы      | Игры  | Голы  | Игры      | Голы      | Игры  | Голы  |
| ---------------- | ------------ | --------- | --------- | ----- | ----- | --------- | --------- | ----- | ----- |
| Спортинг Хихон Б | 2008/09 (2B) | 22        | 0         |       |       |           |           | 22    | 0     |
| Спортинг Хихон   | 2008/09      | 13        | 1         | 4     | 0     |           |           | 17    | 1     |
| Спортинг Хихон   | 2009/10      | 13        | 0         | 2     | 0     |           |           | 15    | 0     |
| Спортинг Хихон   | 2010/11      | 26        | 0         | 1     | 0     |           |           | 27    | 0     |
| Спортинг Хихон   | Всего        | 52        | 1         | 7     | 0     |           |           | 59    | 1     |
| Рома             | 2011/12      | 27        | 0         | 2     | 0     | 2         | 0         | 31    | 0     |
| Реал Сосьедад    | 2012/13      | 5         | 0         | 1     | 0     |           |           | 6     | 0     |